# Бернард Вільчек
Бернард (також Бернардин) Вільчек гербу Порай (? — 1540) — шляхтич, католицький релігійний діяч, львівський латинський архієпископ з 1503 року. Представник роду Вільчеків Руського воєводства, які підписувалися «з Бочова», потім — «з Любєня».

## Життєпис
За «промоцією» Єнджея Боришовського гербу Порай, у якого мешкав під час татарських нападів на Львів, став львівським латинським архієпископом з 1503 року. 1509 року:
- у березні, перед виїздом до ВКЛ, у Парчеві король Сигізмунд I Старий призначив його разом з маршалком великим коронним Станіславом Ходецьким послами до Молдавії (відомості про місію відсутні).[2]
- на підставі королівської грамоти як львівський католицький архієпископ Бернард Вільчек відібрав у Станіслава Ходецького право призначати православних намісників на території Галицької дієцезії РКЦ.[3]

Наказав арештувати холмського православного єпископа Філарета під час проведення візитації ним єпархії у 1510—1511 роках. Випустив на волю після видачі королем 27 лютого 1511 р. грамоти, в якій повідомлялось, що король буде судити Філарета у випадку його провини.
У 1513 році підтвердив документи, за якими при Латинській катедрі Львова появились каноніки.
Сприяв відновленню пошкодженої найбільшою львівською пожежею 1527 року Латинської катедри міста (зокрема, було відновлено або знову збудовано склепіння, дах вежі; відлито нові дзвони, один з яких отримав ім'я «Бернардин»). За його сприяння було збудовано нове мешкання для проповідників храму, для резиденції каноніків було встановлено новий дах. У Басівці заснував «саджавку». На «вічні часи» фундував кошти для лампади, що мала постійно горіти перед «Найсвятішим сакраментом» катедри. Було виготовлено срібну статую Діви Марії, інші срібні, золоті, оздоблені премети культу для катедри. Чималі кошти надавав для убогих, діяльності шпиталів.
З його ініціативи галицький шляхтич Яків Гдащицький (або Яцко, в чернецтві Ісакій) 21 березня 1522 року був призначений православним намісником Львівської, Галицької, Коломийської, Кам'янецької, Снятинської, згодом Жидачівської округ.
Кілька разів казув убити Макарія Тучапського, який через це пересувався їз збройною охороною православних шляхтичів під час своєї поїздки до королівської канцелярії по привілей на єпархію..
Видав кілька документів плебанам Золочева, Гологорів, Поморян стосовно дідича Золочева Станіслава Сененського (Малогоського):
- 3 серпня 1528 року наказав прослідкувати виконання наказу йому вигнати з дому Дороту з Сандомира, яка з ним «чужоложила»; у випадку невиконання за 6 діб «штрафник» мав бути відлучений від костелу
- в Дунаєві 10 вересня т. р. наказав їм вже відлученого С. Сененського в парафіях «аґраґувати»
- 15 грудня 1530 мали нагадати С. Сененському про виплату ним належного податку.[7]

Мав тривалий конфлікт з православними духівниками та парафіянами щодо призначення на посаду нового Львівського (Галицького) єпископа.
В Латинській катедрі Львова було встановлено йому пам'ятний «надгробок» зліва від головного вівтаря, усунутий під час реконструкції храму за архієпископа Вацлава Сераковського. Зараз на цьому місці таблиця з епітафією Сераковському.